# ガイア〜新たなる旅立ち〜
『ガイア〜新たなる旅立ち〜』（Gaia: One Woman's Journey）は、1994年にリリースされたオリビア・ニュートン＝ジョンの16枚目のスタジオ・アルバムである。

## 解説
本作は1992年の乳癌診断後、初のアルバム・リリースとなった。多くの曲は「ホワイ・ミー」や「心の誓い」に代表されるように彼女の経験に基づき、さらに自然保護への関心も扱われている 。アルバムの全曲オリビア自身が手がけている。
先行シングルの「永遠の愛」はオーストラリアのシングルチャートで40位を記録、続けて「ドント・カット・ミー・ダウン」がシングルカットされた。
「ドント・カット・ミー・ダウン」は後に映画『ラスト・パーティ』に使用され、「自分を信じて」も2本のオリビア出演映画『ソーディッド・ライヴス』（2000年）と『ザ・ワイルド・ガールズ』(2001年）に使用された。「自分を信じて」はオリビアの伝記TV映画でオリビア役を演じたデルタ・グッドレムによってカバーが録音され、サウンドトラックに収録された。
「心の誓い」は1990年代末期からのコンサート・ツアーにおいて、セットリストの常連になっている。
日本盤のスペシャル・ライナーノーツを杏里が寄稿。
オーストラリアのアルバムチャートでは7位を記録するヒットとなり、イギリスでも9年ぶりにアルバムチャートに入り33位を記録した。
2021年にはリマスターされ、オリジナル・ジャケットで再発売された。

## 収録曲
1. 自分を信じて - Trust Yourself
2. 永遠の愛 - No Matter What You Do
3. ノー・アザー・ラブ - No Other Love
4. ペガサス - Pegasus
5. ホワイ・ミー - Why Me
6. ドント・カット・ミー・ダウン - Don't Cut Me Down
7. ガイア - Gaia
8. あなたにもわかるはず - Do You Feel
9. 真実の愛 - I Never Knew Love
10. サイレント・ルーイン - Silent Ruin
11. 心の誓い - Not Gonna Give into It
12. ザ・ウェイ・オブ・ラヴ - The Way of Love

## チャート
| チャート (1994–1995)      | 最高 順位 |
| ------------------------- | --------- |
| オーストラリア (ARIA)     | 7         |
| UK アルバムズ (OCC)       | 33        |
| スコットランド (OCC)      | 51        |
| ヨーロッパ (Eurotipsheet) | 85        |

| チャート (1994)       | 順位 |
| --------------------- | ---- |
| オーストラリア (ARIA) | 81   |